# Sampras Tennis 96
 (juillet 2018).
Sampras Tennis 96 est un jeu vidéo de tennis sorti en 1995 sur Mega Drive. Le jeu a été développé et édité par Codemasters. Il s'agit de la suite de Pete Sampras Tennis et a connu une suite, Pete Sampras Tennis 97.